# Lac de Monastero
Le lac de Monastero (1 992 m) est situé dans les vallées de Lanzo, dans la commune de Cantoira, à environ 200 mètres à l'ouest de la frontière avec le territoire de Monastero di Lanzo. Ses eaux sont un affluent de la Stura di Valgrande. 

## Accès
Le lac est accessible depuis le hameau de Chiaves, situé dans la commune de Monastero di Lanzo, par un chemin de terre mal entretenu, mais très prisé par les cyclistes de montagne. 